# Dolno Pole, Haskovo
Dolno Pole (în bulgară Долно Поле) este un sat în comuna Stambolovo, regiunea Haskovo,  Bulgaria. 

## Demografie
Componența etnică a satului Dolno Pole
     Turci (97,43%)
     Nicio identificare (2,56%)
     Altele (0%)
La recensământul din 2011, populația satului Dolno Pole era de 78 locuitori. Din punct de vedere etnic, majoritatea locuitorilor (97,43%) erau turci. Pentru 2,56% din locuitori nu este cunoscută apartenența etnică.